# Kennett, Missouri
Kennett är en stad i Dunklin County i delstaten Missouri, USA. Vid folkräkningen år 2010 bodde 10 932 personer på orten. Kennett är administrativ huvudort (county seat) i Dunklin County.

## Kända personer från Kennett
- Sheryl Crow, rocksångare
- Paul C. Jones, politiker